# Wilhelm von Scholz

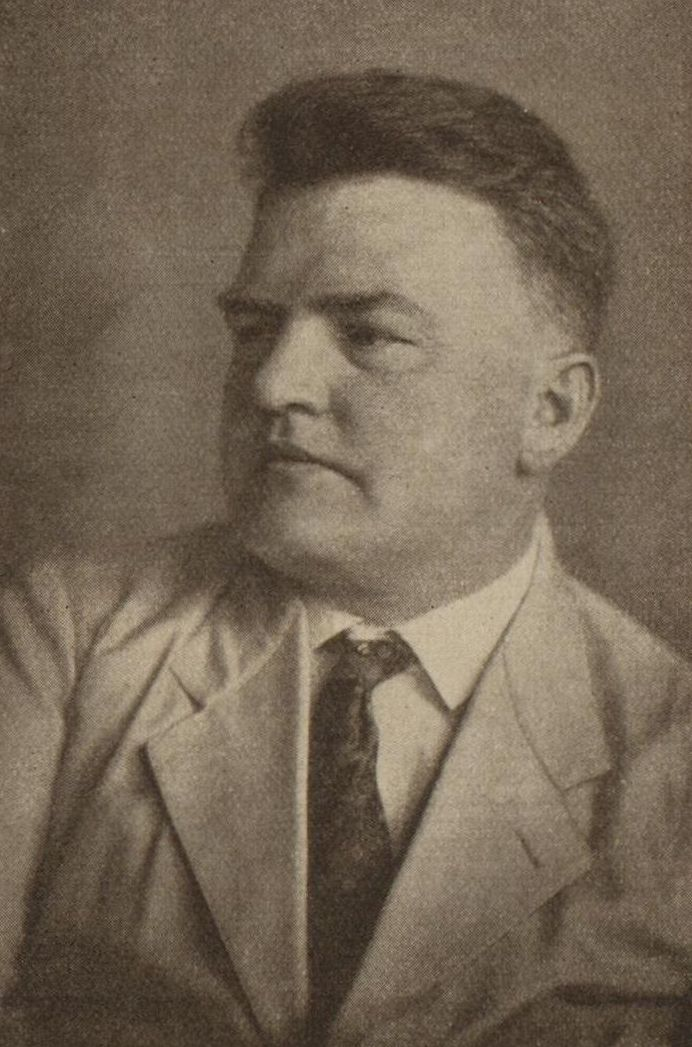
Wilhelm von Scholz, um 1928 fotografiert von Suse Byk

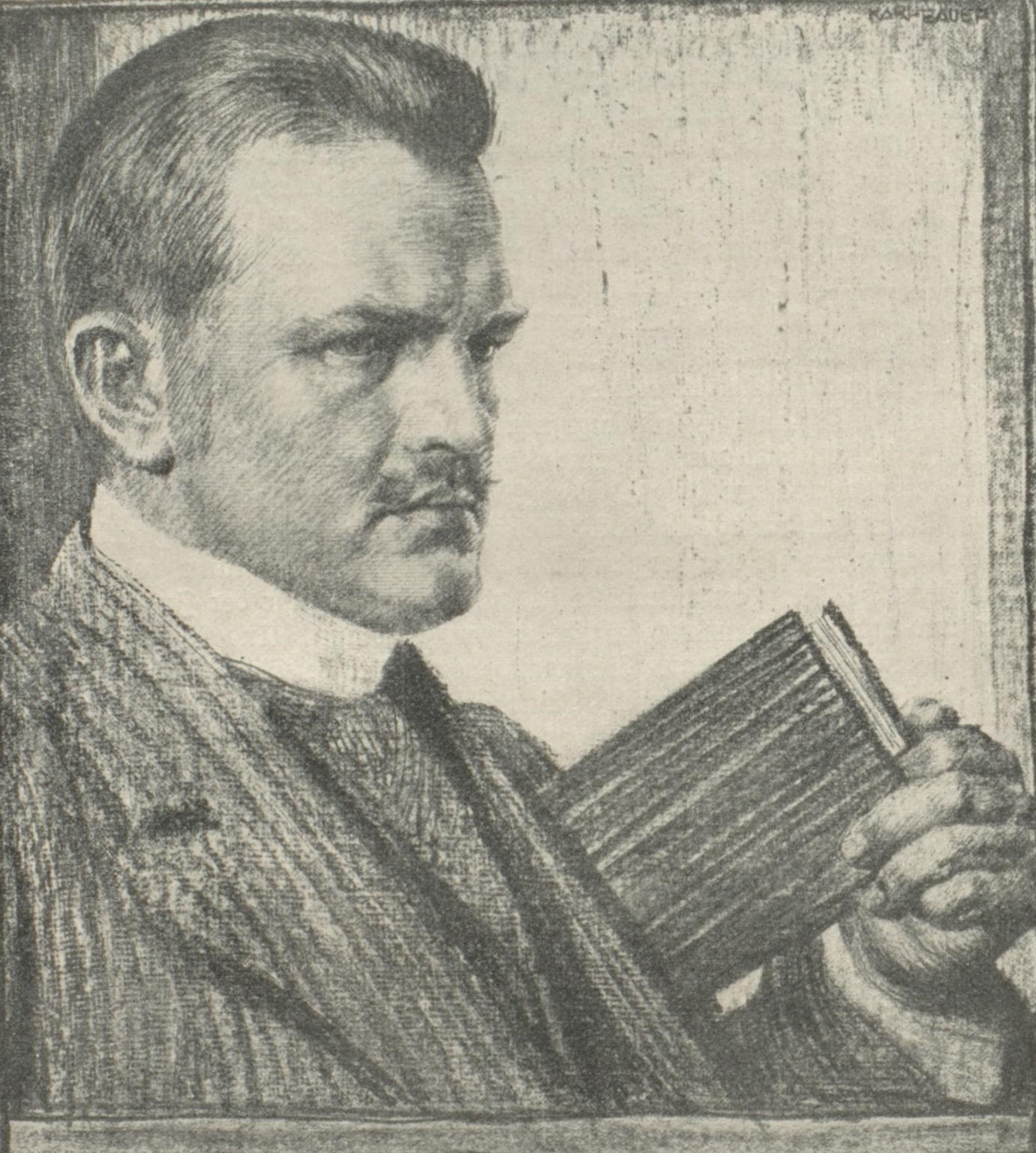
Karl Bauer: Wilhelm von Scholz (vor 1916)

Wilhelm von Scholz (* 15. Juli 1874 in Berlin; † 29. Mai 1969 in Konstanz) war ein deutscher Schriftsteller. Er wird wegen seiner zustimmenden Haltung zum Nationalsozialismus der NS-Literatur zugerechnet.

## Leben

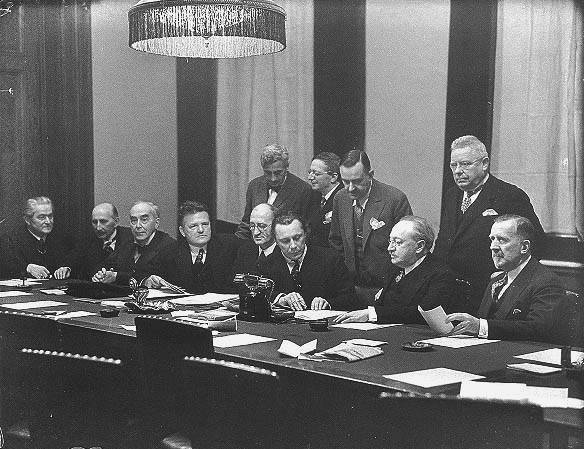
Von Scholz (Vierter von links, sitzend) – Preußische Akademie der Künste, 1929

Wilhelm von Scholz wurde als Sohn des späteren preußischen Finanzministers Adolf von Scholz geboren, wuchs zunächst in Berlin auf und bezog 1890 mit seinem Vater das Familiengut „Schloss Seeheim“ (auch bekannt als „Villa Scholz“) in Konstanz. Nach dem Abitur am Konstanzer Gymnasium 1892 studierte Scholz Literaturgeschichte und Philosophie in Berlin, Lausanne und Kiel. 1897 wurde er an der Ludwig-Maximilians-Universität München mit einer Dissertation über die Lyrikerin Annette von Droste-Hülshoff promoviert. Im selben Jahr heiratete er in erster Ehe Irmgard Wallmüller, Tochter des preußischen Generalleutnants Oskar Wallmüller. Das Paar bekam zwei Kinder, Irmgard und Wilhelm von Scholz, jun., die 1910 zu den ersten 15 Kindern gehörten, die an der neu gegründeten Odenwaldschule unterrichtet wurden. Von Wilhelm von Scholz getrennt, lebten seine Frau und die Kinder bis 1914/15 auf dem Schulgelände in einem eigenen Haus, dem späteren „Cassirerhaus“ bzw. „Bachhaus“. Irmgard von Scholz hatte das Grundstück von Max Cassirer erworben.
Noch während des Ersten Weltkriegs wurde Wilhelm von Scholz 1916 erster Dramaturg und Spielleiter am Hof- bzw. Landes-Theater Stuttgart. 1922 ließ er sich mit der Pianistin „Gertie“ Richter dauerhaft auf dem Familiensitz Villa Seeheim in Konstanz nieder. Sie heirateten 1939 nach der sich durch viele Prozesse hinziehenden Scheidung von Scholz’ erster Frau Irmgard. Die Stadt Konstanz richtete zu seinem 50. Geburtstag 1924 eine Festwoche aus und benannte im Jahr darauf eine Straße nach ihm. Im November 1926 wurde Scholz Präsident der Sektion für Dichtkunst in der Preußischen Akademie der Künste. Von diesem Amt trat er jedoch bereits 1928 zurück.

### Zeit des Nationalsozialismus
Scholz arrangierte sich sofort mit dem NS-Regime, obwohl er den Nationalsozialismus vor der „Machtergreifung“ eher distanziert betrachtet hatte. Am 16. März 1933 unterzeichnete er die von Gottfried Benn verlangte Loyalitätserklärung zur NS-Regierung der Deutschen Akademie der Dichtung, der umbenannten Sektion Dichtung der Preußischen Akademie der Künste. Dem französischen Nobelpreisträger Romain Rolland, der die Annahme der Goethe-Medaille mit dem Hinweis auf die Bücherverbrennungen im Mai 1933 abgelehnt hatte, antwortete Scholz gemeinsam mit anderen Schriftstellern in der Propagandaschrift Sechs Bekenntnisse zum neuen Deutschland: „Die Rechtfertigung dessen, was das Jahr 1933 in Deutschland sichtbar einleitet, wird allein von der Geschichte gegeben werden.“ Im Oktober 1933 gehörte er zu den 88 Schriftstellern, die das Gelöbnis treuester Gefolgschaft für Adolf Hitler unterzeichneten. 1934 gewann er den Wettbewerb für eine Hymne zu den Olympischen Spielen in Berlin und entwarf ein Weihegedicht „für die im Kampf um die nationale Erhebung des deutschen Volkes gefallenen badischen Nationalsozialisten“, das an einem Denkmal im Innenhof des Konstanzer Rathauses platziert werden sollte. Zwischen 1935 und 1937 war er Mitherausgeber des Sammelwerks Die grossen Deutschen. 1935 und 1936 erschienen Essays von ihm in den Weißen Blättern. 1939 schrieb er ein Gedicht zu Adolf Hitlers 50. Geburtstag („Eherne Tafel“). Im gleichen Jahr nahm er frühere philosemitische Äußerungen ausdrücklich zurück. 1941 trat er der NSDAP bei.
Nach dem Ausbruch des Zweiten Weltkriegs und der Besetzung Polens publizierte er in der nationalsozialistischen Krakauer Zeitung, schrieb 1943 das Durchhalte-Kriegsgedicht Der harte Wille: „Gleichviel, welche Zukunft erst bringt den Sieg – Krieg ist unser Leben. Wir wollen Krieg!“ und schrieb in der Bodensee-Rundschau sowie im Bozner Tagblatt noch im Oktober 1944 einen Durchhalteartikel: „Das Gebot der Stunde: Durchhalten!“ 1944 schrieb er in der Anthologie Lyrik der Lebenden glorifizierende Verse auf Hitler. Im Juni 1944 erhielt er die Ehrendoktorwürde der Ruprecht-Karls-Universität Heidelberg, sowie auf Vorschlag von Goebbels eine Dotation Hitlers über 30.000 Mark. Ebenfalls 1944 wurde ihm anlässlich seines 70. Geburtstages in Die Deutsche Wochenschau Nummer 723 ein Beitrag gewidmet. In der Endphase des Zweiten Weltkriegs nahm ihn Adolf Hitler im August 1944 in die Gottbegnadeten-Liste der wichtigsten Schriftsteller auf.
Die Scholzschen Werke wurden von den Nationalsozialisten als vorbildlich begrüßt. Scholz dankte es dem Regime mit Texten, die der offiziellen Ideologie entsprachen. So schrieb er beispielsweise im Nachwort zu der von ihm 1941 herausgegebenen Anthologie Das deutsche Gedicht: „Das Buch soll Eigentum des gesamten deutschen Volkes sein, dem sich im Dritten Reich mehr als je vorher, wie der Zugang zur Musik und zur bildenden Kunst, auch der zur Dichtung verheißungsvoll erschließt. Es soll in der Jugend die Freude am Gedicht erwecken, den Stolz erwecken, zu einem Volke zu gehören, das so ewige Menschheitswerte wie diese Lyrik hervorgebracht. Es soll die echten Talente in allen Schichten des deutschen Nachwuchses aus der Verborgenheit rufen, die, wenn sie diese Gedichte lesen, es in ihrer Brust spüren müssen, dass sie keine hässlichen grauen Entlein sind, sondern junge Schwäne.“ (Wilhelm von Scholz)
Distanzieren musste er sich allerdings von seinem 1905 uraufgeführten Stück Der Jude von Konstanz, das er 1904 geschrieben und von dem es geheißen hatte, seit Lessings Nathan der Weise habe kein so vorbildlich humaner Jude mehr auf einer deutschen Bühne gestanden. Scholz bezeichnete den jungen Autor, der er damals gewesen sei, als „historisch noch nicht gereift“. Nach dem Krieg rechtfertigte er seine Distanzierung als bloßen „Selbstschutz“. In der Zeit des Nationalsozialismus deckten sich seine politischen Ansichten jedoch mit der Ideologie des Regimes, was sich auch in überlieferten antisemitischen Stellungnahmen zeigt.

### Nachkriegszeit und Aufarbeitung

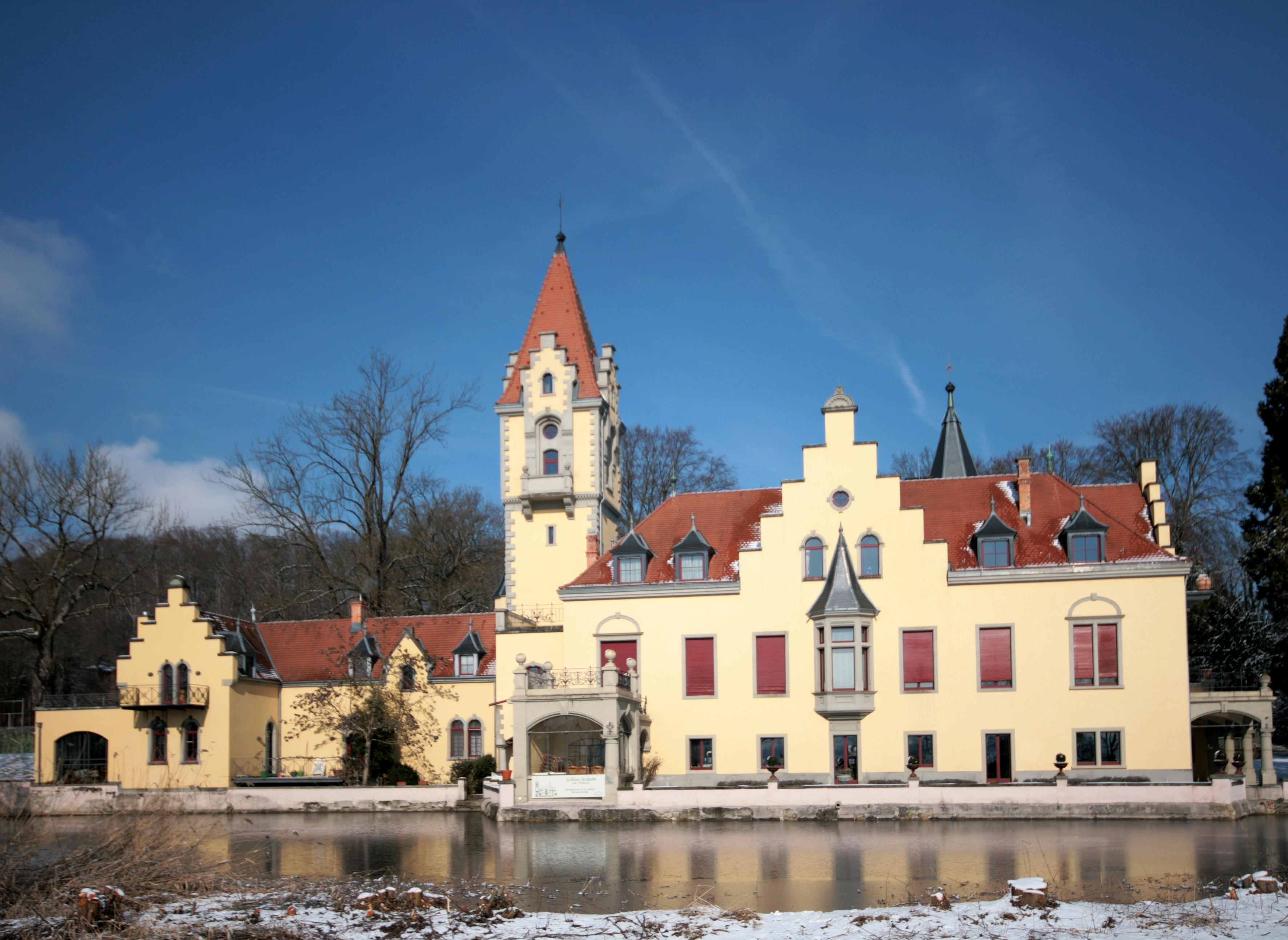
Schloss Seeheim in Konstanz („Villa Scholz“)

In der Sowjetischen Besatzungszone wurden seine Werke Die Gefährten, Renovation (beide 1937) und Das ewige Bauwerk (1941) 1946 auf die Liste der auszusondernden Literatur gesetzt.
In Westdeutschland wurde Scholz nach dem Krieg schnell als „Mitläufer“ entlastet. Allerdings wurden seine Stücke kaum noch gespielt, weil sie aus der Mode geraten waren. 1949 wurde er Präsident des Verbandes deutscher Bühnenschriftsteller und Komponisten, als dessen Ehrenpräsident er ab 1951 fungierte. 1952 trat Scholz aus dem P.E.N.-Zentrum aus, um gegen dessen Teilung zu demonstrieren. In Konstanz blieb er als lokale Geistesgröße und Heimatdichter anerkannt. Ein von der Stadt Konstanz 1959 zu seinem 85. Geburtstag gestifteter Wilhelm-von-Scholz-Preis für die besten Abiturarbeiten im Fach Deutsch wurde erst 1989 auf Betreiben des Konstanzer Germanisten Klaus Oettinger wieder abgeschafft. Auf die Verleihung der Ehrenbürgerrechte zu seinem 90. Geburtstag durch die Stadt Konstanz verzichtete Scholz 1964, weil es Gegenstimmen im Stadtrat aufgrund seiner Positionen im Dritten Reich gegeben hatte. Er selbst betrachtete sich als schuldlos angegriffen: „Sein Verhalten zwischen 1933 und 1945 begriff er nicht als Verhalten, für das er sich zu rechtfertigen und entschuldigen habe. Er blieb uneinsichtig, fühlte sich von der Öffentlichkeit ungerecht behandelt.“
Zu Diskussionen um sein Andenken kam es erneut 1986, als nach dem Tod seiner Witwe Gertrud von Scholz über die Zukunft der schlossähnlichen Villa am Konstanzer Seeufer beraten wurde. Im Konstanzer Stadtmagazin Nebelhorn erschien damals die erste ausführliche Analyse seines Lebens und Werks. Im Jahr 2007 setzte die Diskussion aus Anlass der Auflassung des Familiengrabs erneut ein.
2013 erschien eine von 16 Konstanzer Autoren und Autorinnen, darunter Mitarbeiter des Stadtarchivs, erarbeitete kritische Auseinandersetzung mit dem Werk des Schriftstellers und seinem Verhältnis zu Konstanz.
Von Scholz’ letzte Ruhestätte befindet sich auf dem Allmannsdorfer Friedhof in Konstanz. Das Grab sollte 2008 eingeebnet werden, wurde dann aber unter Denkmalschutz gestellt.

## Dichterisches Werk
Scholz wurde zunächst als Lyriker und Dramatiker, danach auch als Erzähler und Romancier bekannt. Seine Stücke wurden auf vielen deutschen Bühnen aufgeführt. Er war mithin ein früh renommierter Autor, dem die Stadt Konstanz zu seinem 50. Geburtstag 1924 eine Festwoche ausrichtete; ein Jahr später benannte sie eine Straße nach ihm. Wieder ein Jahr später wählte ihn die Sektion Dichtung der Preußischen Akademie zu ihrem Präsidenten.
Scholz’ Lyrik ist geprägt vom Mystisch-Okkulten. In seinen Bühnenwerken wandte er sich nach Studium der Werke von Paul Ernst und Christian Friedrich Hebbel dem Neoklassizismus zu. Den historischen Hintergrund vieler Werke bildeten das deutsche Mittelalter kurz vor der Reformation und das vorrevolutionäre Frankreich.
Zu Scholz’ bekanntesten Werken gehören die Dramen Der Jude von Konstanz. Tragödie in fünf Aufzügen (München, 1905), das 1905 in Dresden uraufgeführt und 2013 im Stadttheater Konstanz wieder aufgenommen wurde, Der Wettlauf mit dem Schatten (1921), seine Neigung zu okkulten Themen gipfelt in dem Buch Der Zufall und das Schicksal (1935), Claudia Colonna (1941), Bearbeitungen von Dramen Pedro Calderón de la Barcas (Das deutsche große Welttheater, Über allen Zauber Liebe, Das Leben ein Traum, Der Richter von Zalamea) und Das Säckinger Trompeterspiel (1955), Perpetua. Der Roman der Schwestern Breitenschnitt (Berlin und Leipzig, 1926), die Biografie Friedrich Schiller (1956) sowie der Roman Theodor Dorn (1967).
Von Scholz’ künstlerisches Werk gilt heute allerdings als weitgehend unbedeutend; als Dichter ist er mittlerweile fast vergessen.

## Werkauswahl
- Der Besiegte. 1899
- Vertauschte Seelen, 1910
- Neue Gedichte. 1913
- Der Bodensee. 1913
- Gefährliche Liebe, 1913
- Der Jude von Konstanz, 1913
- Sommertage, 1914

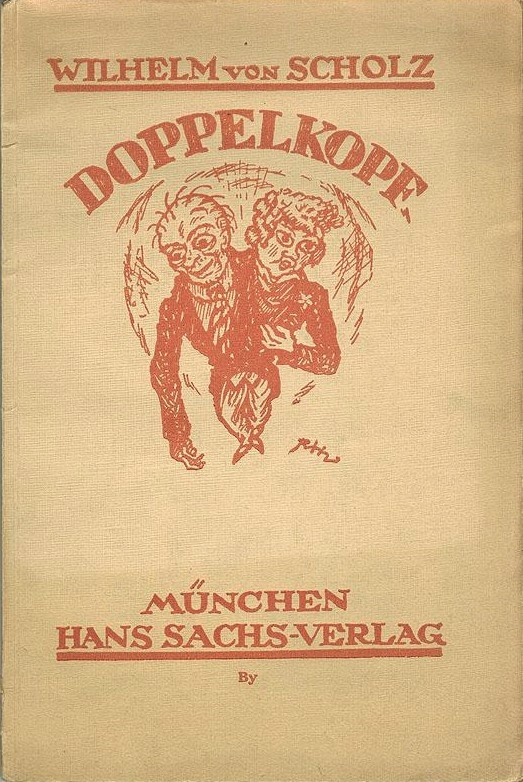
Doppelkopf (1918)

- Der deutsche Erzähler, Hrsg. Wilhelm von Scholz, 1915
- Fähnrich von Braunau, 1915
- Der See: Ein Jahrtausend deutscher Dichtung vom Bodensee. Auswahl W. v. Scholz, 1915
- Die Unwirklichen, 1916
- Deutsche Mystiker, 1916
- Der Dichter, 1917
- Der Zufall, eine Vorform des Schicksals. Die Anziehungskraft des Bezüglichen. Stuttgart 1924
- Wanderungen. Paul List Verlag, Leipzig 1924 (spätere Teildrucke: Wanderungen am Bodensee)
- Perpetua, Der Roman der Schwestern Breitenschnitt, Berlin-Grunewald 1926
- Das Gerücht, Nachwort: Hanns Martin Elster, Deutsche Dichter-Gedächtnis-Stiftung in Hamburg, Hädecke Verlag, Stuttgart 1924
- Das bunte Band, Erzählungen, Berlin 1931
- Die Pflicht, 1932
- Der Weg nach Ilok. Roman. Berlin 1930
- Wilhelm v. Scholz: Die stillen Uferbewohner des Bodensees. In: August Scherl GmbH (Hrsg.): Der Silberspiegel Nr. 5. Berlin 1935, S. 194–196 und 224 f.
- Der Zufall und das Schicksal, 1935 (3., überarb. Aufl. des Titels aus 1924)
- An Ilm und Isar – Lebenserinnerungen, List, Leipzig 1939
- Die Liebe der Charlotte Donc, Mit autobiographischem Nachwort des Verfassers, 1941
- Das deutsche große Welttheater: Über allen Zauber Liebe, Das Leben ein Traum, Der Richter von Zalamea. List, Leipzig 1942
- Die Gedichte. Gesamtausgabe, Leipzig 1944

## Auszeichnungen und Ehrungen
- Seit 1925 existierte in Konstanz ein Wilhelm-von-Scholz-Weg, der aber mittlerweile in Zur Therme umbenannt wurde.
- 1932 Goethe-Medaille für Kunst und Wissenschaft
- 1944 Dr. phil. h. c. (Ehrendoktorwürde) der Ruprecht-Karls-Universität Heidelberg
- 1955 Humanitas-Ring des Kulturwerks der vertriebenen Deutschen (späteres West-Ost-Kulturwerk)
- 1959 Eichendorff-Plakette des Kulturwerks der vertriebenen Deutschen
- 1959 Namensgeber für den Wilhelm-von-Scholz-Preis für Abiturienten der Stadt Konstanz (1989 abgeschafft)
- 1964 Erster Träger der Hebbel-Medaille
- 1964 Dauthendey-Plakette
- 1968 Humboldt-Plakette als Ehrengabe